# Antonio Carulli
Antonio Carulli (Bari, 6 novembre 1983) è un filosofo e saggista italiano.

## Biografia
Dopo gli studi, culminati in un dottorato in filosofia (2011) a Bari (una città tradizionalmente soggetta allo storiografismo, all'impegno cattolico e al marxismo), produce da subito una filosofia aliena ai grandi inganni del nostro tempo e refrattaria alla celebrazione dei suoi miti (la democrazia, i diritti, la socialità, il debolismo), scritta con un'inconsueta attenzione alla forma, seguendo la scuola della cosiddetta “critica della cultura” (da Nietzsche in poi, unendo gli epigoni di quello ai moralisti francesi).
Partito da posizioni di antistoricismo puro, culminato in un Benjamin schiacciato sulla impoliticità di ritorno del suo pensiero – Oggettività dell'Impolitico. Riflessioni negative a partire da Walter Benjamin (2013) –, così come da un'analisi eterodossa dell'ultimo Schelling – De contemptu (Dello Schelling tardo) (2014) –, è giunto ad esiti originali con la produzione del volume Metafisica delle mestruazioni (2017), dove si sottrae il fenomeno femminile alle analisi socio-antropologiche per riconsegnarlo alla sua radice “metafisica”.
Il discorso sul Cristianesimo ritorna nel volume Sfiducia e sragione. Trattato teologico-politico (2018), dove si riprende inoltre la critica della democrazia iniziata nel 2013: il Cristianesimo è definitivamente visto come forma culturale stanca e abitudinaria, ma in grado di reggere con la sua apatia allo scontro con l'Islam. Sempre in questo volume si affaccia la verità ontologica di enti in diminuzione che non giungono mai all'annullamento definitivo; una verità che lo distanzia dall'eternità degli essenti come pure dai cultori dell'annientamento.
La produzione di Carulli, sino ad oggi compatta e centrata ossessivamente sugli stessi temi, può essere idealmente divisa secondo un'altra direttrice, volta alla ricostruzione critica pionieristica della produzione di Manlio Sgalambro, di cui fu amico nell'ultima fase della sua vita (2009-2014). In quest'ambito ha curato con Francesco Iannello et al. il volume Caro misantropo. Saggi e testimonianze per Manlio Sgalambro (La Scuola di Pitagora, 2015) e ha pubblicato: Introduzione a Sgalambro (2017), La piccola verità. Quattro saggi su Manlio Sgalambro (2019) con Piercarlo Necchi, Manuel Pérez Cornejo e Patrizia Trovato, Sgalambro materialista. Gentile, Leopardi, Sciascia, Cioran (2022), Cento catabasi. Un secolo di Sgalambro (2024) e La legge della morte. Sgalambro e un precedente entropico (2025).
Inoltre ha pubblicato: Teoria della destra contemporanea. Nuovi indirizzi per vincere le sfide del presente e del futuro (2022), Studio della donna (2022), Dove si muore. Sull'idea di città e i suoi annessi (2024) e Contro la scuola progressista. Per il recupero dell'autorità, dell'educazione e del sapere (2025).

## Opere

### Libri
- Antonio Carulli, Oggettività dell'Impolitico. Riflessioni negative a partire da Walter Benjamin, Genova, Il Melangolo, 2013
- Antonio Carulli, De contemptu (Dello Schelling tardo), Genova, Il Melangolo, 2014
- Caro misantropo. Saggi e testimonianze per Manlio Sgalambro, a cura di Antonio Carulli - Francesco Iannello, Napoli, La Scuola di Pitagora, 2015
- Antonio Carulli, Metafisica delle mestruazioni, Genova, Il Melangolo, 2017
- Antonio Carulli, Introduzione a Sgalambro, Genova, Il Melangolo, 2017
- Antonio Carulli, Sfiducia e sragione. Trattato teologico-politico, prefazione di Marco Fortunato, Napoli, La Scuola di Pitagora, 2018
- Antonio Carulli - Piercarlo Necchi - Manuel Pérez Cornejo - Patrizia Trovato, La piccola verità. Quattro saggi su Manlio Sgalambro, Milano, Mimesis, 2019
- Antonio Carulli, Teoria della destra contemporanea. Nuovi indirizzi per vincere le sfide del presente e del futuro, Idrovolante, Roma, 2022
- Antonio Carulli, Studio della donna, Les Flâneurs, Bari, 2022
- Antonio Carulli, Sgalambro materialista. Gentile, Leopardi, Sciascia, Cioran, postfazione di Piercarlo Necchi, Napoli, La Scuola di Pitagora, 2022
- Antonio Carulli, Dove si muore. Sull'idea di città e i suoi annessi, La Scuola di Pitagora, Napoli, 2024

- Antonio Carulli, Cento catabasi. Un secolo di Sgalambro, postfazione di Piercarlo Necchi, Napoli, La Scuola di Pitagora, 2024
- Antonio Carulli, Contro la scuola progressista. Per il recupero dell'autorità, dell'educazione e del sapere, Firenze, Passaggio al Bosco, 2025
- Antonio Carulli, La legge della morte. Sgalambro e un precedente entropico, Napoli, La Scuola di Pitagora, 2025

### Saggi
- Antonio Carulli, “Lettera” in La felicità? Prove didattiche di studenti “tieffini” in formazione, a cura di Chiara Gemma, Barletta, Cafagna, 2013, pp. 42-47
- Antonio Carulli, “Di altre due orme” in Il coraggio della verità. Manlio Sgalambro a cento anni dalla nascita, a cura di Rita Fulco, presentazione di Pierfranco Bruni, Cosenza, Pellegrini, 2024, pp. 73-87